# Johann Kollowrat
Johann Karl von Kollowrat-Krakowsky (Praga, 21 dicembre 1748 – Praga, 5 giugno 1816) è stato un generale austriaco.

## Biografia

### I primi anni
Nato a Praga il 21 dicembre 1748, la carriera militare di Kollowrat iniziò nel 1766 quando aderì all'Imperiale e regio Esercito austro-ungarico. Due anni più tardi egli era già capitano. Nel 1778-1779 egli combatté contro i prussiani nella Guerra di successione bavarese e ricevette la promozione al rango di Maggiore. Nel 1786 divenne Luogotenente-Colonnello. Nel corso della Guerra austro-turca venne elevato al rango di Colonnello al comando del 19º reggimento di fanteria Alvinczi dopo essere stato ferito a Belgrado, e divenne Maggiore Generale il 9 ottobre 1789.

### Le guerre controrivoluzionarie
Nel 1792, Kollowrat venne trasferito in artiglieria e combatté nelle Guerre della prima coalizione. Dopo aver studiato balistica e logistica, egli ricevette il comando del 2º reggimento di artiglieria. Egli prestò servizio come capo dell'artiglieria sotto Carlo Giuseppe de Croix, conte di Clerfayt, durante la campagna antifrancese del 1795. In riconoscimento delle sue abilità, Francesco II d'Asburgo-Lorena lo nominò Feldmaresciallo-Luogotenente il 4 marzo 1796. Egli si distinse nel frattempo nella direzione dell'artiglieria durante l'Assedio di Kehl del 1796-1797 e ricevette la croce di Commendatore dell'Ordine militare di Maria Teresa per i suoi sforzi. Il 28 ottobre 1800 venne nominato Feldzeugmeister.
Durante la Battaglia di Hohenlinden, Kollowrat si affiancò all'armata dell'arciduca Giovanni d'Asburgo-Lorena formando un gruppo di 22.000 uomini. Dopo ore di intensi combattimenti, pressate su più lati dai francesi, le sue truppe si disgregarono, fuggendo dalla scena della battaglia e  concedendo una decisiva vittoria ai francesi.

### Le guerre napoleoniche
Egli divenne proprietario quindi del 36º reggimento di fanteria che da lui prese il nome di Kollowrat nel 1801. Nello stesso anno egli divenne membro del Consiglio Aulico di Guerra. Egli guidò 9.500 austriaci della 4ª colonna durante la Battaglia di Austerlitz nel 1805. Avanzando verso l'altopiano di Pratzen, le sue forze si trovarono coinvolte nel principale d'attacco di Napoleone durante lo scontro. Dopo pesanti combattimenti con il maresciallo di Francia Nicolas Jean-de-Dieu Soult.
Nel 1809, Kollowrat guidò il II corpo d'armata durante la battaglia di Eckmühl nella quale venne coinvolto in quanto le sue operazioni si stavano orientando nell'area a Nord del Danubio. Trasferito al comando del III corpo, le sue truppe non presenziarono alla vicina Battaglia di Aspern-Essling ma si limitarono a impedire le vie di comunicazioni tra le truppe francesi.
Durante il secondo giorno della Battaglia di Wagram, l'Arciduca Carlo d'Asburgo-Teschen diede ordine a Kollowrat ed a Johann von Klenau di scagliarsi in un pericoloso assalto contro il fianco sinistro delle truppe francesi. Napoleone riuscì a frenare l'avanzata austriaca del III corpo sfruttando anche 112 cannoni d'artiglieria. A questo punto Napoleone inviò Étienne Jacques Joseph Alexandre Macdonald e il suo corpo a dividere il III corpo di Kollowrat dal I corpo di Giovanni del Liechtenstein. Malgrado il pesante attacco, gli austriaci ebbero la meglio su MacDonald anche se ormai erano esclusi dalla vittoria della battaglia. L'arciduca Carlo ordinò il ritiro e Kollowrat venne posto a capo di queste operazioni.

### Gli ultimi anni
Dopo il 1809, Kollowrat non ebbe altri incarichi di peso. Egli venne promosso Feldmaresciallo il 12 settembre 1809. Nel 1813 si ammalò e non poté prendere più parte ad altri scontri, dedicandosi a dare manforte ai feriti ed a programmare l'aspetto assistenziale dell'esercito. Morì a Praga il 5 giugno 1816.
Massone, fu membro di una loggia di Praga e di un'altra di Malta.